# 帕克永机场
帕克永机场位于印度锡金邦首府甘托克以南35公里，是该邦的唯一机场和印度东北部第一座绿地工程机场。机场海拔1,399米，面积400公顷，是印度前五高的机场之一，也是印度第100座投入使用的机场。本机场由时任印度总理纳伦德拉·莫迪于2018年9月24日宣布启用，当年10月4日，往返帕克永和加尔各答的商业航班首次从本机场离港。

## 历史
在帕克永机场建成之前，锡金是印度唯一一个不通民航的邦，最近的机场是位于西孟加拉邦的巴格多格拉机场和不丹的帕罗机场，帕克永机场的建成为旅客们节省了5个小时。
2008年10月，印度经济事务内阁委员会批准了建设帕克永机场的规划。建筑承包商彭杰劳埃德公司于次年1月签订了价值26.4亿卢比的合同，来建设跑道、滑行道、机坪排水系统和绿地工程的电力设施。2009年2月，时任印度民航局长普拉富尔·帕特尔参与了机场的奠基仪式。
机场建设本应在2012年完工，但由于遭到当地村民抗议，工程不得不在2014年1月暂时停工。印度机场管理局介入调解，向村民支付了部分补偿金，使工程从当年10月得以继续。但次年1月，村民再次发动抗议。2015年7月，机场管理局和锡金邦政府签署谅解备忘录，承诺在8月15日前动迁受影响的居民，以便机场工程能在10月继续。抗议导致的延期以及跑道边的山坡发生泥石流导致工程停顿两次，将工程成本从30.9亿卢比提高到60.5亿卢比。出于整治泥石流的考虑，建造过程中尽可能采用了生态化的山体固化技术。
2018年3月5日，印度空军一架多尼尔228飞机在帕克永机场着陆，是第一架在该机场着陆的飞机。民航方面，香料航空在同年1月获准开通前往加尔各答的航线，并在3月10日用庞巴迪Dash 8 400系列78座飞机试行在该机场着陆。
2018年5月5日，帕克永机场获得了印度民用航空总局的商用航空许可。

## 结构
帕克永机场原本估计造价350克若（35亿卢比），由印度机场管理局建造。跑道长宽为1,700乘30（5,577乘98英尺），滑行道长116（381英尺），机坪面积为106乘76（348乘249英尺），可同时容纳两架ATR 72民航机。

## 军事用途
帕克永机场距离中国和印度边境的实际控制线只有60公里，所以具有重要的军事意义。2017年中印军队洞朗对峙事件就发生在该机场以西54公里，中国、印度、不丹三国交界的洞朗。据报道，如有必要，印度空军的飞机有能力在该机场降落。这引发了印度内政部和民用航空部有关机场管辖权的争议。内政部支持当地警察管理机场，民航局支持负责印度境内其他59个机场的中央工业安全部队管理机场。

## 航空公司和目的地
| 航空公司     | 航点                           | 资料   |
| ------------ | ------------------------------ | ------ |
| 香料航空     | 古瓦哈提国际机场、加尔各答机场 | [ 6 ]  |
| 不丹皇家航空 | 帕罗机场                       | [ 21 ] |